# Shun Mizoguchi
Shun Mizoguchi (japanisch 溝口 駿 Mizoguchi Shun; * 6. Juni 2002 in der Präfektur Kanagawa) ist ein japanischer Fußballspieler.

## Karriere
Shun Mizoguchi erlernte das Fußballspielen in der Schulmannschaft der Hosei Daini High School sowie in der Universitätsmannschaft der Hōsei-Universität. Seinen ersten Vertrag unterschrieb er am 1. Februar 2025 bei Kataller Toyama. Der Verein aus Toyama spielt in der zweiten Liga, der J2 League. Sein Zweitligadebüt gab Mizoguchi am 6. April 2025 (8. Spieltag) im Auswärtsspiel gegen Roasso Kumamoto. Bei dem 0:0-Unentschieden wurde er in der 88. Minute für Sho Fuseya eingewechselt.